# Domingos Rodrigues
Domingos Rodrigues (Vila Cova à Coelheira, 1637 - Lisboa, 20 de dezembro de 1719), foi um cozinheiro da Casa Real de Portugal, no reinado d'El rei D. Pedro II de Portugal, conhecido pelo seu livro «Arte de Cozinha», redigido em 1680, que foi o primeiro tratado de culinária, escrito em português.
Domingos Rodrigues, antes de ser admitido ao serviço da Casa Real portuguesa, teria trabalhado na cozinha e na ucharia dos marqueses de Valença e de Gouveia, ainda jovem.

## A «Arte de Cozinha»
Publicada em 1680, esta obra é de particular interesse para se conhecer a cozinha barroca portuguesa, evidenciando-se, em todo o caso, já alguns pratos e técnicas culinárias de claro cunho francês, como por exemplo a «potagem à Franceza», receita de sopa de carnes e legumes, que destoa das demais receitas de sopas na obra, que ainda se aproximam muito do conceito tradicional de «sopa seca» da culinária portuguesa, o qual encontra reflexos modernos nas açordas.
Este receituário teve muito significativa divulgação na época, tendo sido aclamado pela variedade dos pratos e refinamento da sua confecção, tendo chegado a contar com 19 edições.
Embora não seja o livro de receitas mais antigo da corte portuguesa, honra que toca ao «Livro de cozinha da Infanta D.ª Maria de Portugal», que datará de finais do séc. XV e princípios do séc. XVI, é considerado o tratado de cozinha mais antigo da culinária portuguesa.